# Tempête d'octobre 2015 dans l'est du Canada et des États-Unis
La tempête d'octobre 2015 dans l'est du Canada et des États-Unis est un événement météorologique de pluies abondantes causées par une série de dépressions passant le long de la côte est des États-Unis et dans les provinces atlantiques du Canada entre le 29 septembre et le 5 octobre 2015. Celles-ci ont laissé des accumulations de plus de 200 mm en plusieurs endroits, causant des inondations et des dégâts importants.
Une de ces dépressions a fait du surplace au-dessus de la région au large des Carolines, donnant plus de 600 mm par endroits, un événement avec une période de retour d'une fois par millénaire, culminant en Caroline du Sud le 4 octobre quand de nombreuses rivières ont débordé, emportant des routes, des ponts, des véhicules et des maisons. Au moins vingt-cinq décès ont été attribués au complexe météo : 19 en Caroline du Sud, 2 à New York, 2 en Caroline du Nord, 1 en Floride et 1 au Nouveau-Brunswick, Canada.
La dernière phase s'est déroulée pendant que l'ouragan Joaquin passait bien au large des Carolines. Même si ce dernier a été crédité dans les médias des dégâts, il n'a rien à voir avec ceux-ci.

## Évolution météorologique
Le 29 septembre un front froid venant du Midwest a traversé les Appalaches. Une série de dépressions se sont formées le long de ce front, chacune laissant des pluies abondantes sur leur passage. Le 2 octobre, le système s’est immobilisé juste au large de la côte Est et une dépression de 1 000 hPa s’est formée à la latitude de la frontière entre la Floride et la Géorgie.
Cette dépression coupée, due à un blocage météorologique en altitude, a pu bénéficier du même panache d’humidité tropicale que l’ouragan Joaquin a utilisé sur les Bahamas pour se développer et une rivière atmosphérique s'est établie entre les deux. Comme la dépression est restée stationnaire durant plusieurs jours, l’humidité a pu être transformée en nuages et en pluie abondante avec des orages imbriqués. La Caroline du Sud a été particulièrement affectée par ce dernier système. Finalement, le renforcement d’une crête barométrique au large a créé un fort gradient de pression et des vents de tempête.
La vidéo à gauche montre l'évolution de l'humidité dans l'atmosphère le long de la côte Est des États-Unis et du Canada durant les événements. Les zones en vert montrent une haute concentration en vapeur d'eau et celles en jaune, une très faible. Il est possible de voir les bulles vertes se former le long de la côte Est du continent, ce qui correspond au système. Le gros cercle vert dans le bas à droite est relié à l'ouragan Joaquin dont la trajectoire est totalement à l'est et ne joue aucun rôle direct dans les événements.

## Préparatifs

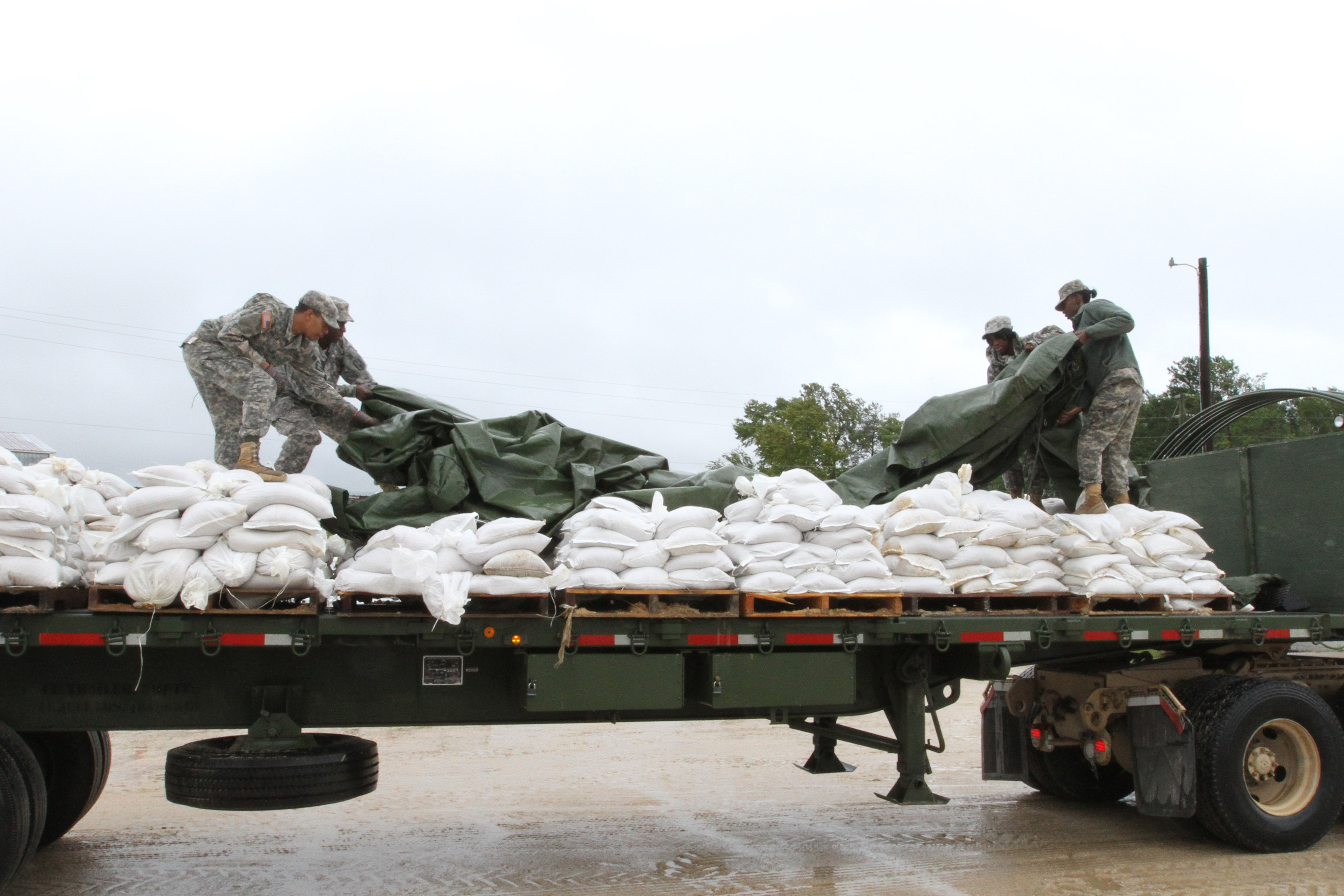
Gardes Nationaux de la Caroline du Sud chargeant des sacs de sable le 3 octobre.

La trajectoire prévue de l'ouragan Joaquin étant assez incertaine le 1er octobre, quelque part entre la Caroline du Nord et le large dans l'Atlantique, les gouverneurs de la Caroline du Nord, du New Jersey, de la Virginie, et de la Caroline du Sud ont déclaré l'état d'urgence. En effet, il y avait possibilité de 300 mm de pluie en certains endroits avec Joaquin et cela permettait de mobiliser davantage de ressources.
Avec le changement de la trajectoire de Joaquin vers l'Atlantique, la plupart de ces mesures ont été abandonnées dès le 2 octobre en fin de journée sauf pour la Virginie et la Caroline du Nord où la dépression, totalement indépendante de l'ouragan, sévissait. Le 3 octobre, il y avait environ 22 millions de personnes sous une alerte météorologique de crue et 145 vols en provenance ou au départ des régions affectées avaient été annulés.

## Impact
| États/Province    | Morts | Blessés | Disparus | Dégât (millions $US) |
| ----------------- | ----- | ------- | -------- | -------------------- |
| Caroline du Sud   | 19    | -       |          | Inconnu              |
| Caroline du Nord  | 2     |         | -        | Inconnu              |
| Floride           | 1     |         |          | Inconnu              |
| New York          | 2     |         |          | Inconnu              |
| Nouveau-Brunswick | 1     | -       | -        | Inconnu              |

### États-Unis

#### Caroline du Nord
Deux personnes ont perdu la vie en Caroline du Nord dans des accidents de la route dont le premier quand un arbre est tombé sur son auto. Les inondations dans le comté de Brunswick (Caroline du Nord) ont nécessité l’évacuation de 400 à 500 personnes et plus d’un millier ont été privées d'électricité dans l’État.

#### Caroline du Sud

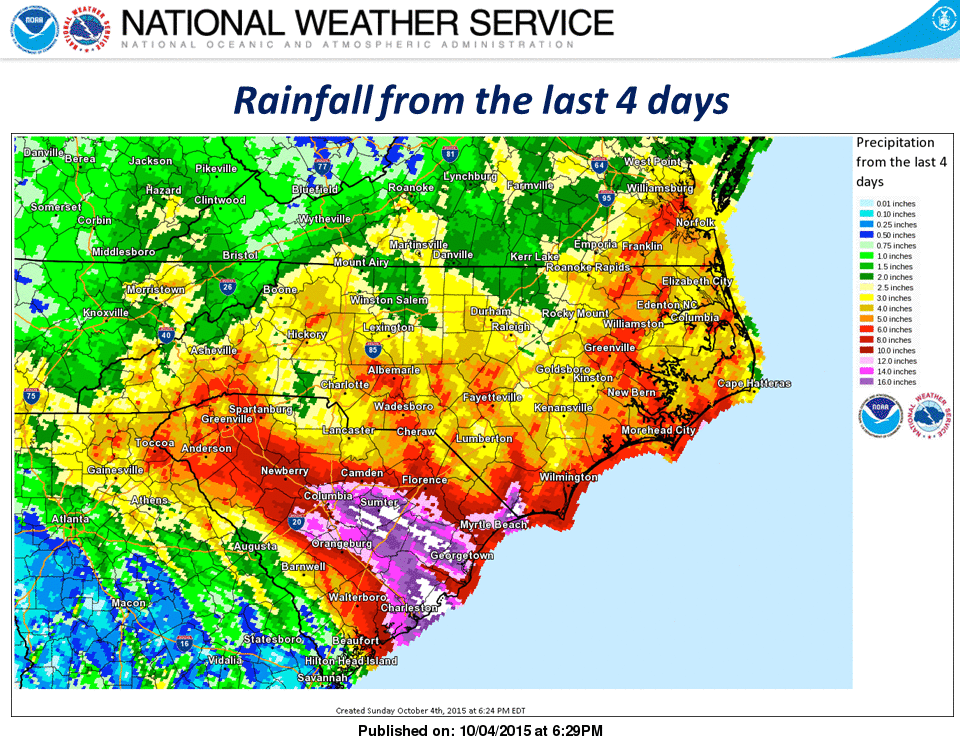
Accumulation de pluie sur les Carolines et autour du 1er au 4 octobre 2015 finissant à UTC. Les zones en en blanc indiquent une accumulation de plus de 510 mm.

Les quantités tombées en Caroline du Sud ont atteint une période de retour de 500 ans. Certaines zones autour de Columbia ont même atteint le niveau d'une fois par millénaire  avec un maximum de 615 mm près de Boone Hall vers 15 h UTC le 4 octobre. L’aéroport international de Charleston a vu un record de pluie sur 24 heures de 290 mm mm le 3 octobre. Près de 30 000 foyers ont été privés d'électricité dans l’État.
Une femme s’est noyée à Spartanburg quand son automobile s’est vu submergée en passant sous un viaduc le 1er octobre. Le 2 octobre, un avion s’est écrasé pour une raison inconnue près de Lake Hartwell dans la pluie faible, tuant les quatre occupants. En après-midi du 9 octobre, un total d'au moins 19 décès ont été attribués à la tempête. Le commandant de la garde nationale de Caroline du Sud a comparé les pertes dues aux inondations à celle de l'ouragan Hugo en 1989 (9,5 milliards de dollars de 1989). Les assureurs quant à eux parlent de dommages dans les milliards, dont une large portion pour des propriétés non assurées.
Le 3 octobre, la police d’État a signalé plus de 500 accidents de la route et 104 routes inondées. Le 3 octobre, le quartier historique de Charleston était isolé du reste de la ville par les inondations. Au 5 octobre, 211 routes et 43 ponts était fermés.
Tôt le 4 octobre, le National Weather Service a émis une alerte de crue pour les comtés de Berkeley, Charleston, and Dorchester. De 8 à 11 h 30 UTC (4 à 7 h 30 locale), le niveau du ruisseau Gills à Columbia s’est rapidement élevé à 5,21 m avant que le limnimètre cesse de rapporter, ce qui brise le record de 2,87 m établi en juillet 1997. La division des urgences de l’État a émis un communiqué par Twitter plus tard ce matin-là pour inciter les gens à ne pas sortir à moins d’urgence. Au total, 18 digues ont cédé à travers l'État. Les dommages au barrage d'Overcreek le 5 octobre a forcé l'évacuation obligatoire des zones en aval. Plus de 140 sauvetages ont été faits durant la nuit et la garde-côtière a été déployée pour aider. Malgré la fin des pluies, les inondations se sont poursuivies durant plusieurs jours.
Un couvre-feu obligatoire a été déclaré le 4 octobre pour Columbia à partir de  22 h UTC (22 heures locales) et les résidents ont été avisés de faire bouillir l'eau du robinet,.

#### Floride
Le 4 octobre, un garçon de 9 ans s'est noyé quand il a été entraîné au large par le courant d'arrachement sur une plage près de St. Pete Beach, Floride.

#### États du Nord-Est
Les plus fortes rafales de vent ont été mesurées à Cape May et s’élevaient à 100 km/h. Plusieurs jours de flux de la mer ont permis à l’onde de tempête d’inonder la côte en main endroits du New Jersey et de causer de l’érosion des plages. Ainsi, Stone Harbor a subi pour des millions de dollars de pertes à ses plages. Au moins 3 600 résidences ont été privées d'électricité dans l’État.
Au Maryland, les fortes marées ont forcé la fermeture des routes autour d’Ocean City. L’accumulation maximale de pluie a été signalée à Bishopville à 119 mm.
Le 2 octobre, un bateau de pêche s’est renversé dans la houle de 3 à 4,6 m à Jamaica Bay, près de Floyd Bennett Field le long de la côte de Long Island (New York). Deux des membres de l’équipage ont pu rejoindre la côte à la nage et appeler des secours. Les 3 autres marins du navires ont pu être repêchés mais deux sont morts à l’hôpital.

### Provinces atlantiques du Canada
La pluie abondante a laissé jusqu'à 160 mm au Nouveau-Brunswick, principalement signalées dans les grandes régions de Saint-Jean, Fredericton et Saint-Stephen. De nombreuses routes et ponts ont été emportées par les flots des rivières gonflées par la pluie. Le village de Hoyt a été complètement isolée. Un homme est mort quand un mur de soutien s'est effondré sur lui pendant qu'il tentait d'installer une pompe d'assèchement, selon la Gendarmerie Royale du Canada,.
Plusieurs écoles ont été fermées pour la journée du 1er octobre dans les régions d'Oromocto, Lincoln, Geary, Fredericton Junction, Burton, Gagetown, Cambridge-Narrows, Minto, Chipman, Belleisle et Moncton. Les pompiers dans la région de Saint-Jean ont pompé l'eau hors de 13 résidences inondées et ceux de Saint-Stephen ont aidé des résidents à évacuer l'eau qui s'est infiltrée dans leurs résidences.